# Karakamakalahalli, Chik Ballapur
Karakamakalahalli là một làng thuộc tehsil Chik Ballapur, huyện Kolar, bang Karnataka, Ấn Độ.